# Beauzelle
Beauzelle (okzitanisch Bausèla) ist eine französische Gemeinde im Département Haute-Garonne in der Region Okzitanien (zuvor Midi-Pyrénées). Sie gehört zum Arrondissement Toulouse und zum Kanton Blagnac. Die 8184 Einwohner (Stand: 1. Januar 2022) werden Beauzellois(es) genannt.

## Geografie
Beauzelle ist eine banlieue im Norden bzw. Nordwesten von Toulouse und liegt an der Garonne. Umgeben wird Beauzelle von den Nachbargemeinden Seilh im Norden, Fenouillet im Osten und Nordosten, Blagnac im Süden sowie Aussonne im Westen.

## Bevölkerungsentwicklung
| Jahr                      | 1962 | 1968 | 1975 | 1982 | 1990 | 1999 | 2006 | 2017 | 2019 |
| Einwohner                 | 379  | 623  | 2736 | 3573 | 5405 | 5376 | 4973 | 6387 | 6973 |
| Quelle: Cassini und INSEE |      |      |      |      |      |      |      |      |      |

## Sehenswürdigkeiten

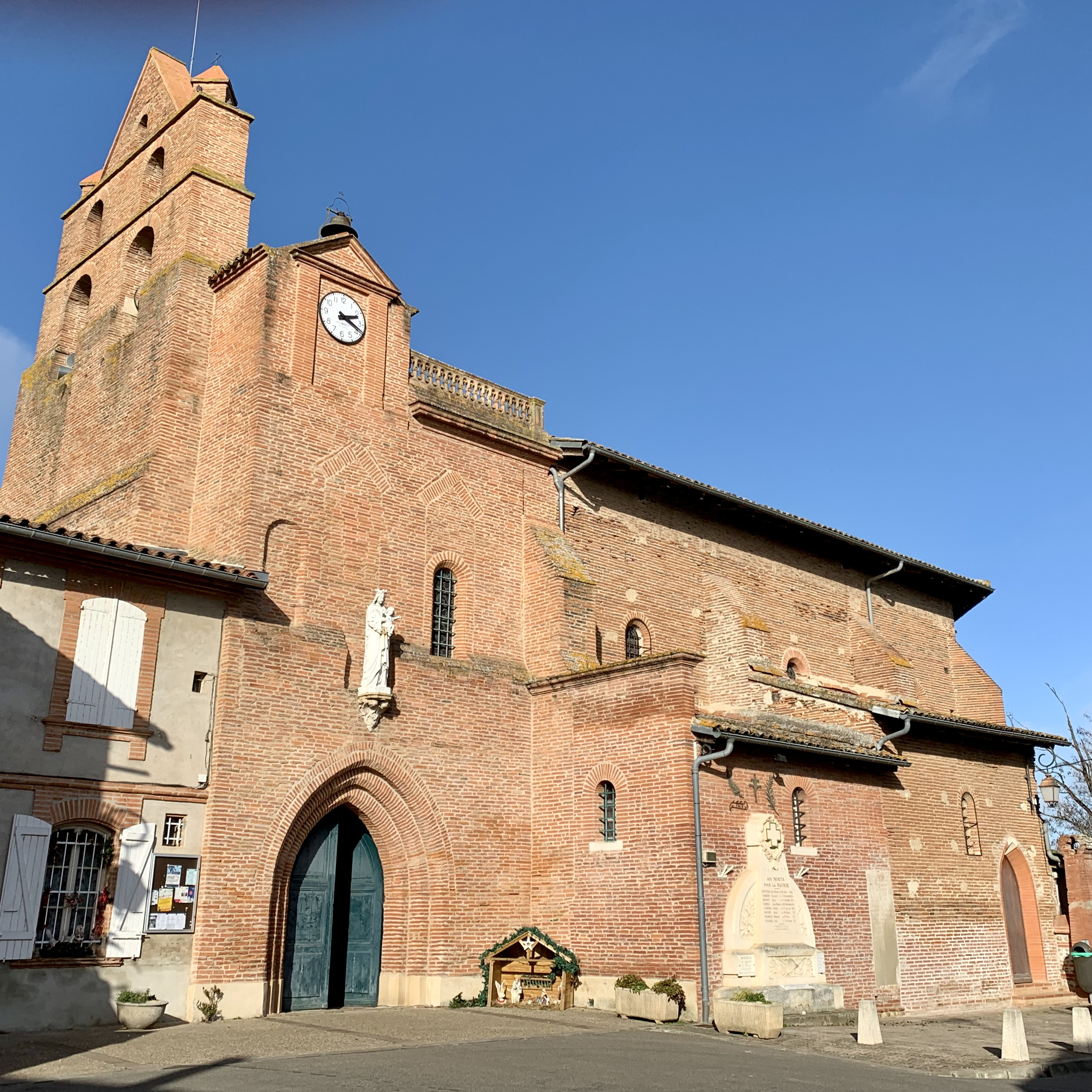
Kirche Saint-Julien

- Kirche Saint-Julien mit Glockengiebel, erbaut ab dem 17. Jahrhundert

## Persönlichkeiten
- Gustave Amédée Humbert (1822–1894), Politiker (Justizminister 1882) und Jurist